# Ascorhynchus laterospinus
Ascorhynchus laterospinus is een vissensoort uit de familie van de Ascorhynchidae. De wetenschappelijke naam van de soort is voor het eerst geldig gepubliceerd in 1942 door Hilton, W.A..